# Bokserwaterzweefvlieg
De bokserwaterzweefvlieg (Anasimyia interpuncta) is een vliegensoort uit de familie van de zweefvliegen (Syrphidae). De wetenschappelijke naam van de soort is voor het eerst geldig gepubliceerd in 1776 door Thaddeus William Harris.